# بني مرغنين (بني مرغنين)
بني مرغنين هي إحدى مشيخات المملكة المغربية، تتبع جغرافيا لإقليم الدريوش وإداريًا لبني مرغنين. يقدر عدد سكانها بـ 7158 نسمة حسب الإحصاء الرسمي للسكان والسكنى لسنة 2004.